# Абаданская ГЭС
Абаданская ГЭС, ранее известная как Безмеинская ГРЭС и Абаданская ГРЭС — туркменская электростанция, расположенная в Абаданском этрапе столицы государства, Ашхабаде. Одна из основных электростанций Туркменистана.

## Описание
В эксплуатации с 1957 года. Изначально выработку электроэнергии обеспечивали паровая турбина типа П-25-4 (мощность 25 МВт) и две конденсационные турбины К-50-90-3 (по 50 МВт каждая) суммарной мощностью 125 МВт, однако в 1998 году американская компания General Electric сдала «под ключ» новую газотурбинную установку, повысившую мощность до 248 МВт. 4 ноября 2003 года была запущена вторая газотурбинная установка производства турецкой компании Çalyk Enerji («Чалык Энерджи»), что повысило мощностью до 371 МВт (стоимость проекта составила 41 млн. долларов США, оборудование также поставляла General Electric).
В 2003 году также заявлялось, что будет возведена паровая турбина, которая будет использовать тепло двух газотурбинных установок и доведёт мощность станции до 490 МВт. В 2006 году петербургская компания «Яровит» предложила реконструировать Абаданскую ГЭС и преобразовать её в станцию комбинированного цикла за счёт надстройки газовых турбин паровыми, что помогло бы повысить КПД на 20% и снизить удельный расход топлива почти на 40%. В 2014 году состоялась частичная реконструкция станции, связанная с ремонтом газотурбинных установок.